# La Tour-sur-Orb
La Tour-sur-Orb là một commune thuộc tỉnh Hérault trong vùng Occitanie ở phía nam nước Pháp.